# Sibil·la de Cumes

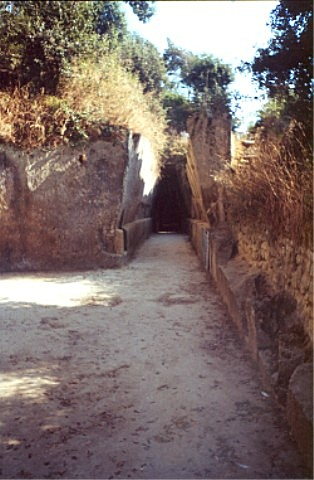
Entrada del l'anomenat «antre de la Sibil·la» (Antro della Sibilla), a Cumes, al nord de Nàpols

La sibil·la de Cumes, o sibil·la cumana habitava en les proximitats de Cumes, una ciutat grega que estava prop de la moderna Nàpols.
Les sibil·les eren sacerdotesses d'Apol·lo que habitualment vivien en cavernes, i de les quals se suposava que estaven dotades de facultats profètiques. Els autors antics n'esmenten moltes,-l'antiquari romà Marcus Terentius Varro n'esmenta deu -, però la de més anomenada per a la mitologia romana va ser sens dubte la Sibil·la cumana.
La suposada cova de la sibil·la —coneguda com l'antre— era sota de la ciutadella de Cumes. Encara és descrita al segle ii com una basílica artificial excavada a la roca, amb reserves d'aigua i cambres, on els profetes donaven els oracles. La cova fou destruïda durant el setge de la ciutat pel general romà d'Orient Narses. El 1932, Amedeo Maiuri identificà una cova com a l'«antre de la Sibil·la», tot i que la cambra interior després es va identificar com una cambra mortuòria paleocristiana.
Al Llibre VI de l'Eneida de Virgili apareix la sibil·la de Cumes fent-li de guia per l'Hades a Enees, príncep troià, perquè visite al seu pare Anquises.
Es deia que aquesta sibil·la tenia al seu càrrec els llibres sibil·lins, nou volums de profecies suposadament fetes en diferents èpoques per diverses sibil·les. Segons la llegenda, la sibil·la cumana es va presentar davant el que seria el darrer rei de Roma, Tarquí el Superb, i li va oferir vendre-li els nou volums per tres-centes peces d'or. Tarquí va rebutjar el preu per exorbitant; després d'això la sibil·la va cremar tres dels llibres i va demanar tres-centes peces d'or pels sis restants. Novament Tarquí va rebutjar l'oferta i novament la sibil·la va cremar tres dels llibres i va demanar tres-centes peces d'or pels tres últims. Aquesta vegada, Tarquí va pagar el que se li demanava, car no es va atrevir a permetre la destrucció de les profecies finals.
A partir d'aleshores, els llibres sibil·lins van ser preservats amb cura pels romans, que els van fer dipositar al Capitoli, on eren consultats pels sacerdots en temps de gran crisi, per aprendre els ritus apropiats amb els quals calmar els déus irats.

## Reproduccions

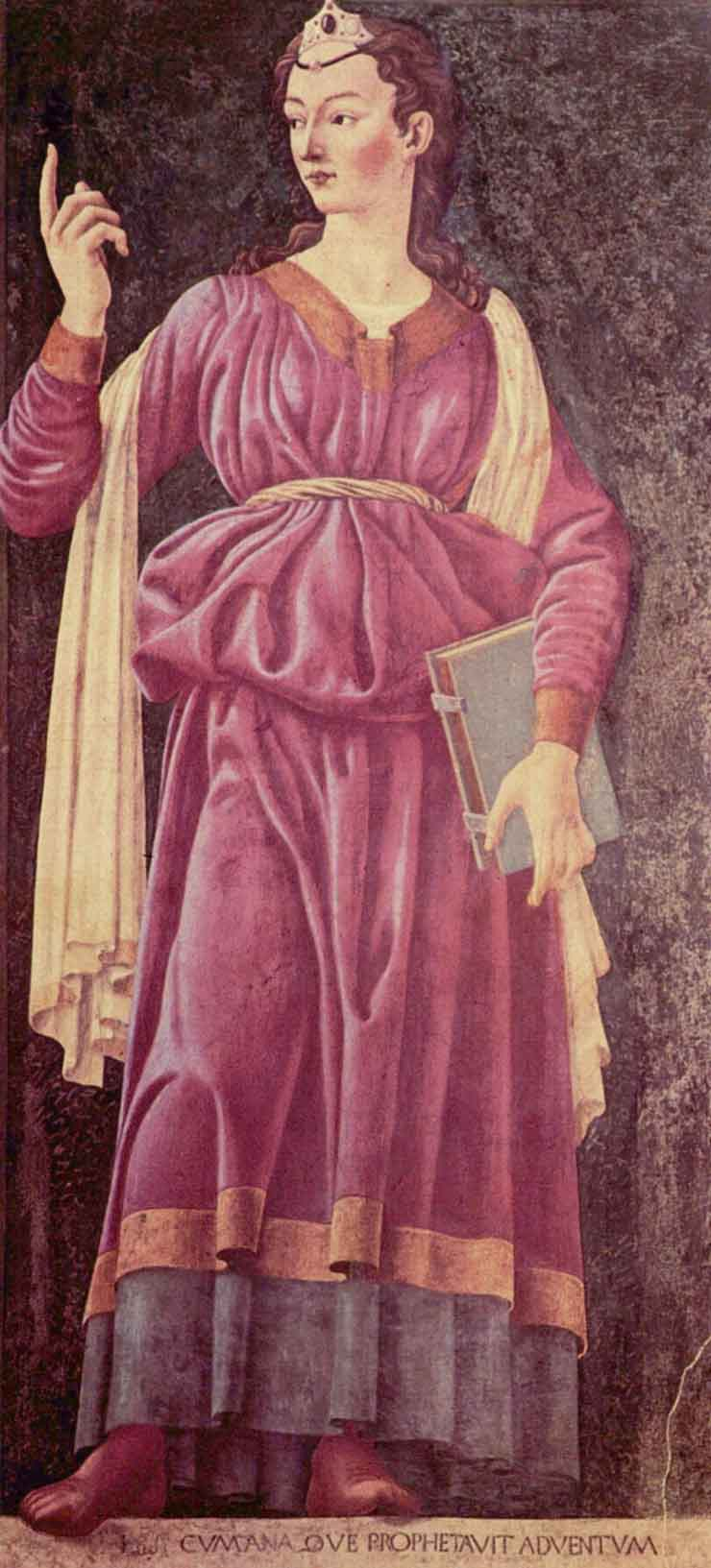
Reproducció d'Andrea del Castagno, a la galeria dels Uffizzi
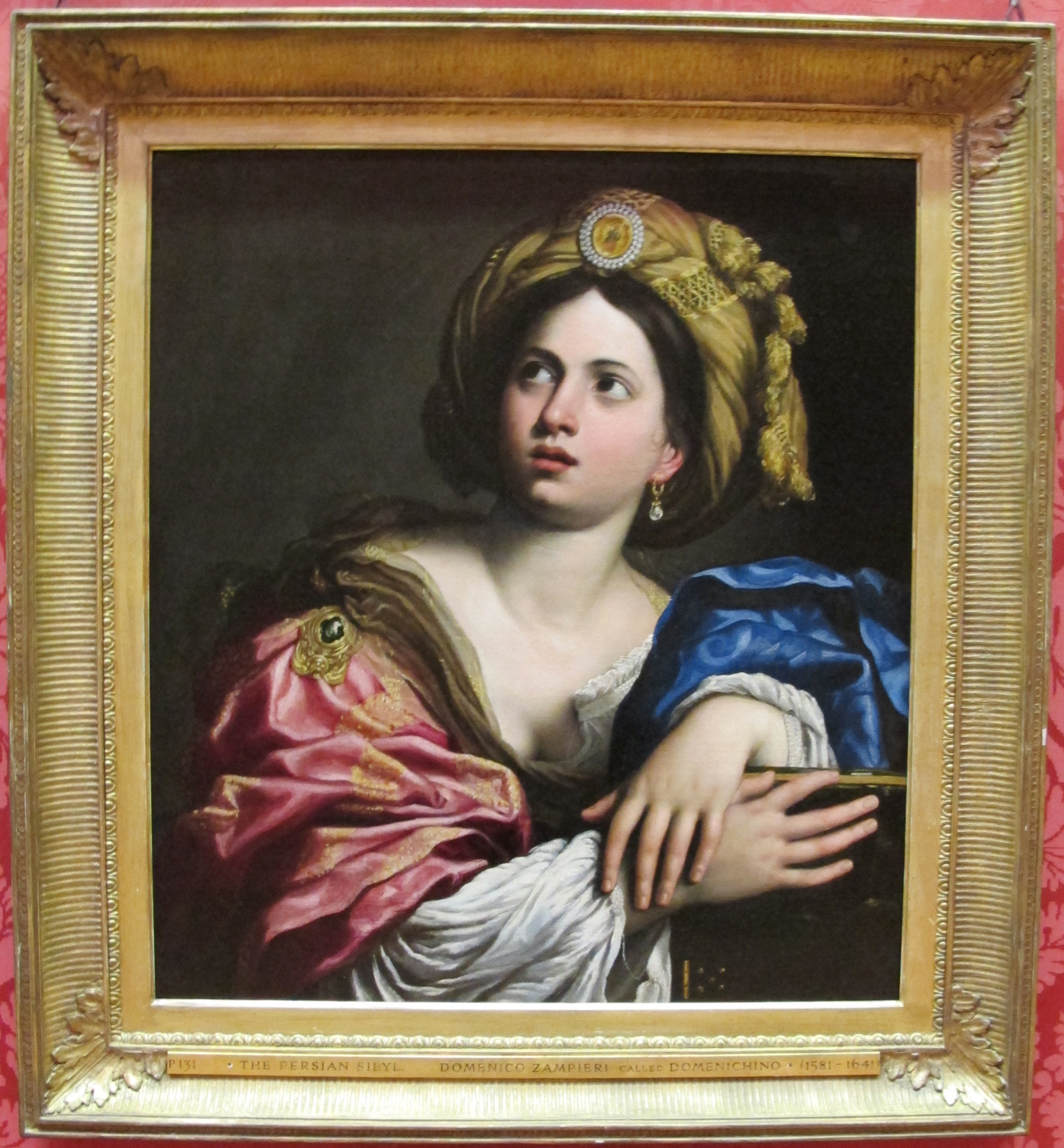
Pintura de Domenico Zampieri
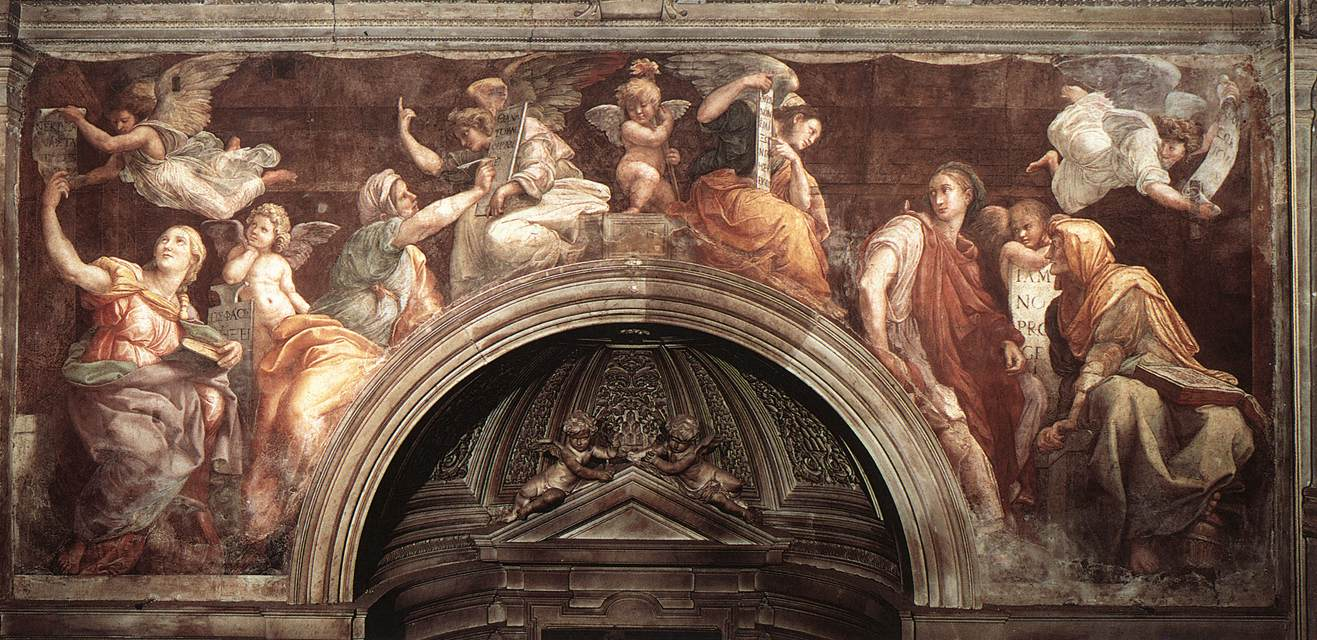
Les 4 Sibil·les, de Rafael
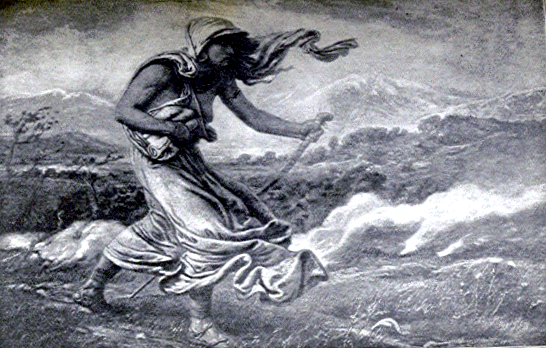
Il·lustració del segle XIX